# 測量員1號
測量員1號是美國探測月球的測量員計畫中，第一艘登陸月球的測量員太空船，這個計畫是美國國家航空暨太空總署和噴射推進實驗室管理，太空船的設計和製造則由休斯飛機公司執行。
- 1966年5月30日發射，1966年6月2日登陸。
- 登陸重量：596磅（270公斤）

總共傳送回11,237張影像回地球。
這次成功的在風暴洋軟登陸是美國在其它天體上的第一次，但仍是在蘇聯的月球9號任務後的4個月。

## 任務簡介
測量員太空船的設計是為了達成測量員計畫的工程目標，包括讓美國的太空船第一次在月球軟著陸。雖然沒有特別規範專為實驗準備的儀器，但卻獲得相當大量的科學資訊。太空船配備了兩架電視攝影機，一架是接近時使用，但從未使用過，另一架用於月球表面的工作，船上並攜帶了100個以上的工程感測器。電視系統傳播太空船的腳架和環繞周圍的月球地形以及表面的圖片。太空船也獲得月球表面的雷達反射資料，軸承在月球表面的強度，還有太空船的溫度以供分析月球表面的溫度。

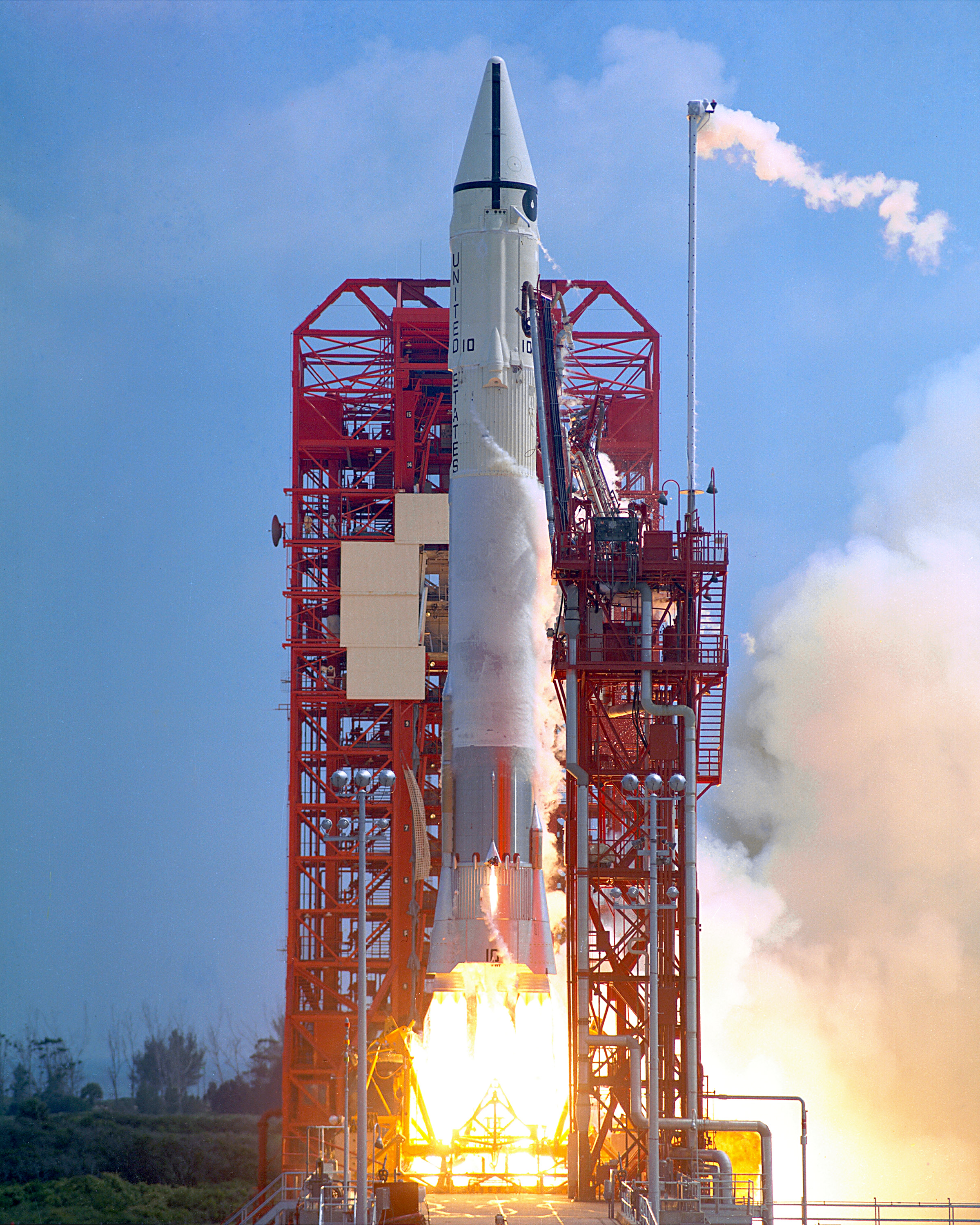
阿特拉斯-半人馬AC-10火箭攜帶測量員太空船發射升空。

太空船在1966年5月30日發射，直接進入月球撞擊彈道，引擎在月球表面上高度3.4米處關閉。太空船在這個高度上自由下落，於1966年6月2日登陸在月球表面的風暴洋，位置在南緯2.45度，西經43.22度（月面學的座標）。太空船在著陸後很短的時間就開始傳送資料，直到1966年7月14日，而在6月14日至7月7日的月球夜晚時間，暫時停止運作。工程上的查詢一直持續到1967年的1月7日。

## 科學儀器

### 電視
電視攝影機包括一個光導攝像管，焦長25和100厘米的鏡頭、快門、濾鏡和光圈，以和中心軸傾斜約16度的斜井角度安裝在太空船上。相機安裝在一片可以調整高度和方位的反射鏡下方，可以完全依照接獲的來自地球所傳送的命令，做適當的調整。對月球表面上從一個框架到另一個框架的調整範圍，在方位上超過360度，在Z軸上的調整範圍從地平上40度至地平下65度，600條和200條掃描線的模式都可以使用。最初的14張照片以200條掃描，透過全向性天線每61.8秒傳送一幅。其餘的影像都以600條掃描線透過定向天線，每3.6秒可以傳送一幅。每張200條線的完整照片，使用1.2千赫茲的頻寬，需要20秒的時間掃描。從光導攝像管讀取600條的影像理論上只需要1秒鐘，使用的頻寬則是22萬赫茲。傳輸的資料被轉換成標準的閉路電視和公共廣播電視的訊號。電視影像在地球上以塗佈長效性磷的監視器呈現。這種長效性的選擇與影像播放速率能做最佳的匹配。每幅電視影像在接獲識別的訊號時開始顯示，並被與傳入影像相容的速率即時顯示在監視器上，這些資料都被影像磁帶機記錄下來。在1966年6月14日的月球日落之前，包括廣角和窄視野、全景影像、測距調查、光度測量、特別地區測量和天體攝影等，測量員1號傳送了超過10,000幅的影像。太空船回應了命令，啟動相機從1966年7月7日至7月14日，又傳送回了另外約10,000張的影像。

### 感應片
感應片安裝在太空船的每一個角架上，用以記錄每一隻腳的減震器在著陸時所承受的最大力量，在設計可以上承受大約800Kgf（7.8千牛頓）。

## 外部連結
- 測量員計畫的結果 (PDF) 1969年 （页面存档备份，存于）(英文)
- 測量員1號 - 初期的一份報告 - 1966年6月1日 (PDF) （页面存档备份，存于）(英文)
- 測量員1號任務報告。第二部分 - 科學資料與成果 - 1966年9月 (PDF) （页面存档备份，存于）(英文)